# Usta usta
Usta usta – polski serial komediowo-obyczajowy emitowany na antenie TVN od 6 marca 2010 do 3 maja 2011 i ponownie od 6 września 2020 do 19 stycznia 2022, oparty na brytyjskim oryginale Cold Feet na licencji ITV Global Entertainment.

## Fabuła
Trzy pary: Adam Dawidzki (Paweł Wilczak) i Julia Hoffman (Magdalena Różczka), Iza Nowak (Sonia Bohosiewicz) i Piotrek Nowak (Wojciech Mecwaldowski) oraz Agnieszka Kornatowska (Magdalena Popławska) i Krzysztof Kornatowski (Marcin Perchuć) są w różnych fazach związku. Wszyscy zmagają się z codziennymi problemami. Mają różne charaktery, plany i podejścia do moralności. Euforia miłosnych uniesień jest już za nimi i teraz muszą podejmować ważne decyzje w porozumieniu z ukochaną osobą.

## Obsada
| Aktor                     | Rola                           | Lata występowania    |
| ------------------------- | ------------------------------ | -------------------- |
| Paweł Wilczak             | Adam Dawidzki                  | 2010–2011, 2020–2021 |
| Magdalena Popławska       | Agnieszka Kornatowska          | 2010–2011, 2020–2021 |
| Marcin Perchuć            | Krzysztof Kornatowski          | 2010–2011, 2020–2021 |
| Wojciech Mecwaldowski     | Piotr Nowak                    | 2010–2011, 2020–2021 |
| Sonia Bohosiewicz         | Iza Nowak                      | 2010–2011, 2020–2021 |
| Marta Chodorowska         | Marta, siostra Izy             | 2010–2011, 2020–2021 |
| Magdalena Walach          | Alex Nejman                    | 2011, 2020–2021      |
| Anna Czartoryska          | Magda                          | 2020–2021            |
| Maciej Marcin Tomaszewski | Leon Dawidzki                  | 2020–2021            |
| Olga Rayska               | Zuzanna Kornatowska            | 2020–2021            |
| Aniela Płudowska          | Zofia Kornatowska              | 2020–2021            |
| Łukasz Gawroński          | Adam Nowak, syn Izy i Piotra   | 2020–2021            |
| Oliwia Ogorzelska         | Maja Nowak                     | 2020–2021            |
| Cezary Kosiński           | Oskar, biologiczny ojciec Mai  | 2020–2021            |
| Paweł Małaszyński         | Dominik                        | 2020–2021            |
| Anna Nehrebecka           | Irena, matka Izy i Marty       | 2020–2021            |
| Mateusz Damięcki          | Michał                         | 2020–2021            |
| Tomasz Schimscheiner      | Mariusz, prawnik Krzysztofa    | 2020–2021            |
| Robert Jarociński         | Rafał, szef Krzysztofa         | 2020–2021            |
| Elena Leszczyńska         | Oksana                         | 2010–2011, 2021      |
| Edyta Olszówka            | Agata Zawadzka                 | 2021                 |
| Anna Smołowik             | Urszula Dąbrowska              | 2021                 |
| Karolina Kominek          | Joanna, żona Dominika          | 2021                 |
| Dariusz Biskupski         | Marian Zawadzki                | 2021                 |
| Katarzyna Pakosińska      | Renata                         | 2021                 |
| Paulina Szostak           | Róża Wagner                    | 2021                 |
| Magdalena Różczka         | Julia Hoffman                  | 2010–2011            |
| Karolina Gorczyca         | Lena Adler–Nowak               | 2010–2011            |
| Bartłomiej Topa           | Mateusz                        | 2010–2011            |
| Dorota Segda              | Ewa Kalwos                     | 2010–2011            |
| Lude Réno                 | Jan Żebrowski                  | 2010–2011            |
| Jacek Koman               | Paweł Śliwiński                | 2010–2011            |
| Adam Krawczuk             | Bożydar                        | 2010–2011            |
| Szymon Mysłakowski        | Dorian                         | 2010–2011            |
| Marina Łuczenko           | Emilia Skowron                 | 2010–2011            |
| Antonina Girycz           | Zofia Nowak, matka Piotra      | 2010–2011            |
| Zdzisław Wardejn          | Żelisław Nowak, ojciec Piotra  | 2010–2011            |
| Dorota Kolak              | Irena, matka Agnieszki         | 2010–2011            |
| Przemysław Sadowski       | Robert Langer                  | 2010–2011            |
| Magdalena Stużyńska       | Monika                         | 2010                 |
| Rafał Rutkowski           | Andrzej                        | 2010                 |
| Anita Jancia              | Iwona                          | 2011                 |
| Zygmunt Malanowicz        | Tadeusz Żurawicz               | 2020                 |
| Wiktoria Filus            | Sara Eichental                 | 2020                 |
| Roman Frankl              | Robert Eichental, ojciec Sary  | 2020                 |
| Piotr Grabowski           | Andrzej Żurawicz, syn Tadeusza | 2020                 |
| Aleksandra Justa          | Iwona, córka Tadeusza          | 2020–2021            |

### Gościnna
- Dobromir Dymecki – jako Tomek, kolega Doriana
- Antoni Cieślik – jako Staś Kornatowski
- Maksymilian Zając – jako Adaś Nowak
- Henryk Talar – jako Feliks Gęsicki
- Anna Guzik – jako Brygida
- Anna Mucha – jako Anita
- Bartłomiej Świderski – jako Michał Werner
- Tamara Arciuch – jako Beata Motyl
- Ireneusz Machnicki – jako Robert
- Jerzy Zelnik – jako Marian Dawidzki, ojciec Adama Dawidzkiego, dziadek Leona Dawidzkiego
- Artur Łodyga – jako Stefan
- Lesław Żurek – jako Darek, ratownik na pływalni
- Piotr Pilitowski – jako Tomek, agent nieruchomości
- Bożena Dykiel – jako terapeutka Felicja
- Magdalena Emilianowicz – jako pielęgniarka
- Ewa Audykowska – jako lekarka
- Adam Pater – jako policjant Arek
- Ryszard Chlebuś – jako ksiądz
- Mikołaj Roznerski – jako Kacper, kochanek Leny
- Marcin Korcz – jako kolega Doriana
- Mariusz Zaniewski – jako Sebastian, były chłopak Julii
- Agnieszka Wosińska – jako Grażyna, szefowa Agnieszki
- Paweł Kleszcz – jako agent ubezpieczeniowy
- Marcin Rój – jako aktor w przedstawieniu
- Janusz Chabior – jako Szymon Bogusz
- Michał Czernecki – jako właściciel klubu
- Włodzimierz Adamski – jako Helmut
- Daria Iwan – jako Baśka, koleżanka Leny
- Zbigniew Konopka – jako urzędnik USC
- Jakub Łopatka – jako Robert, asystent Eichentala
- Andrzej Musiał – jako prokurator
- Dorota Rubin – jako Gosia, asystentka Krzysztofa
- Anna Kociarz – jako podkomisarz Jolanta Stępień
- Paweł Koślik – jako Wojtek
- Tomira Kowalik – jako Stefa, pensjonariuszka domu opieki
- Joanna Gonschorek – jako recepcjonistka
- Rafał Żabiński – jako Jurek, pracownik wydawnictwa
- Joanna Rucińska – jako sędzia
- Jakub Tackowiak – jako Eryk, szef Agnieszki
- Michał Dudziński – jako agent nieruchomości
- Elżbieta Jarosik – jako Maryla
- Michał Karmowski – jako więzień
- Nina Kwapisiewicz – jako koleżanka Mai
- Antoni Barłowski – jako więzień
- Edyta Torhan – jako prowadząca jogę
- Laura Breszka  – jako głos Rodzynki
- Beata Kawka – jako szefowa Izy
- Edyta Torhan – jako prowadząca jogę
- Magdalena Celówna – jako pani Kozłowska
- Emma Giegżno – jako Amelia, dyrektor generalny
- Katarzyna Bogdańska – jako koleżanka Agaty
- Marek Lewandowski – jako ojciec Julii

## Spis serii
| Seria     | Seria | Sezon           | Odcinki    | Premiera serii   | Finał serii          | Pora emisji     | Średnia oglądalność | Stacja/platforma |
| --------- | ----- | --------------- | ---------- | ---------------- | -------------------- | --------------- | ------------------- | ---------------- |
|           | 1.    | wiosna 2010     | 1–13 (13)  | 6 marca 2010     | 12 czerwca 2010      | sobota 20.00    | 1 994 676           | TVN              |
|           | 2.    | jesień 2010     | 14–25 (12) | 7 września 2010  | 23 listopada 2010    | wtorek 21.30    | 1 782 823           | TVN              |
|           | 3.    | wiosna 2011     | 26–35 (10) | 1 marca 2011     | 3 maja 2011          | wtorek 21.30    | 2 109 512           | TVN              |
|           | 4.    | jesień 2020     | 36–41 (6)  | 6 września 2020  | 11 października 2020 | niedziela 21.30 | 765 641             | TVN              |
|           | 5.    | wiosna 2021     | 42–47 (6)  | 12 kwietnia 2021 | 17 maja 2021         | poniedziałek    | bd.                 | Player           |
| zima 2022 | 5.    | 5 stycznia 2022 | 42–47 (6)  | 19 stycznia 2022 | środa 21.40 i 22.40  | 457 245         | TVN                 |                  |